# Aleuropteryx minuta
Aleuropteryx minuta is een insect uit de familie van de dwerggaasvliegen (Coniopterygidae), die tot de orde netvleugeligen (Neuroptera) behoort. 
De wetenschappelijke naam Aleuropteryx minuta is voor het eerst geldig gepubliceerd door Meinander in 1965.